# Майкл Вейлен
Майкл Вейлен (англ. Michael Whalen; 30 червня 1902 — 14 квітня 1974) — американський актор, який знімався у фільмах категорії B і на телебаченні, серед фільмів з його участю «Син поганого чоловіка» та Крихітка Віллі Вінкі.
Джозеф Кеннет Шовлін (англ. Joseph Kenneth Shovlin), відомий за своїм акторським псевдонімом як Майкл Вейлен, народився 30 червня 1902 року

## Вибрана фільмографія
- 1936 — Біле Ікло / White Fang
- 1936 — Бідна, маленька багата дівчинка
- 1937 — Крихітка Віллі Вінкі
- 1958 — Ракета на Місяць